# Große Zitterspinne
Die Große Zitterspinne (Pholcus phalangioides) ist eine Webspinnenart aus der Familie der Zitterspinnen (Pholcidae). Der Name „Zitterspinne“ leitet sich vom Defensiv-Verhalten dieser Spinnen ab. Fühlen sie sich bedroht, beginnen sie, sich und damit ihr Netz in Schwingung zu versetzen. Dadurch verschwimmt ihr Körper vor dem Hintergrund und sie werden fast unsichtbar (vor den hellen, ungemusterten Wänden in Häusern funktioniert das weniger gut). Dieses Verhalten ist bei adulten Exemplaren eher zu beobachten als bei Jungtieren und im eigenen Gespinst der Spinne häufiger als bei der Invasion fremder Netze.
Die Große Zitterspinne stammt aus Westasien und hat sich von dort aus nahezu weltweit verbreitet. Lediglich in kühlen und kalten Klimaten fehlt sie. Als ausgesprochene Höhlenart ist sie heute in fast jedem Gebäude, besonders in Kellern, zu finden.
Von der Arachnologischen Gesellschaft wurde die Große Zitterspinne zur Spinne des Jahres 2003 gewählt.

## Verbreitungsgebiet und Lebensraum

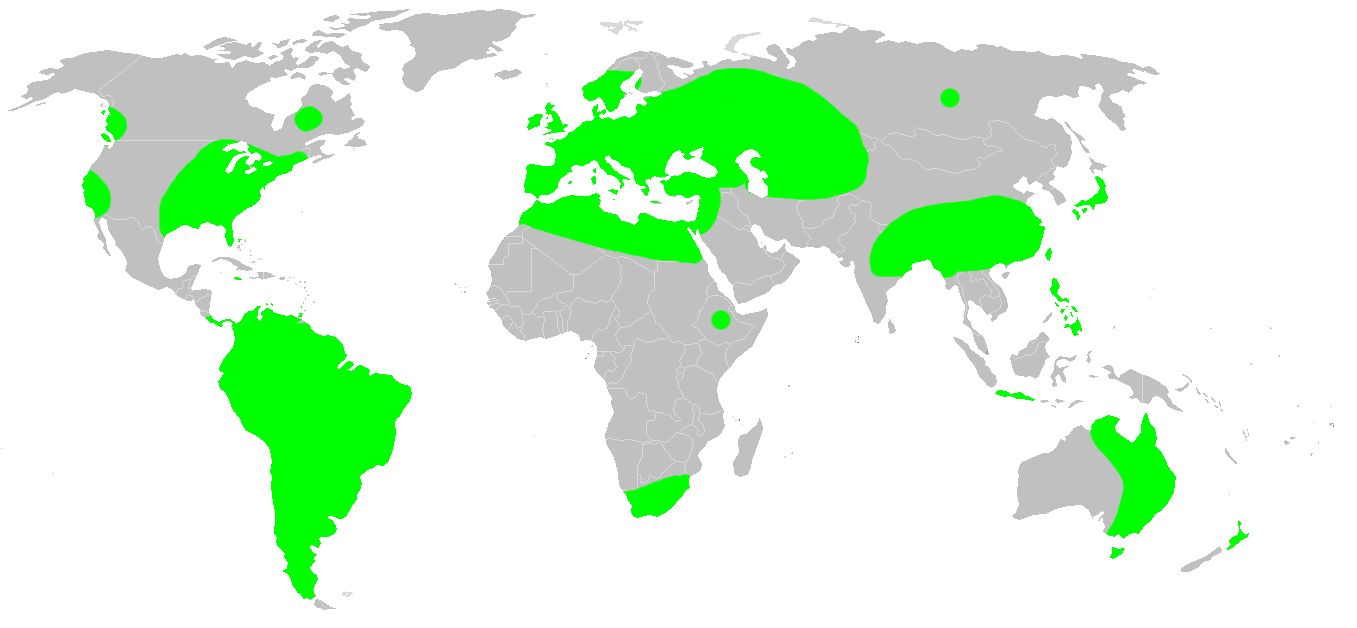
Verbreitung der Großen Zitterspinne

Die Große Zitterspinne ist in allen gemäßigten Klimazonen der Erde vertreten. In der Wüste und jenseits des Polarkreises kommt sie nicht vor, ebenso nicht in den tropischen Regionen Afrikas. Vertreten ist sie allerdings im Regenwald von Südamerika.
In kälteren Regionen bevorzugt sie die Wärme von Innenräumen, insbesondere in menschlichen Behausungen. Diese Spinnen haben eine besondere Affinität zu schwach beleuchteten bis dunklen Bereichen mit wenig Luftbewegung. Sie sind häufig in den Ecken von Gebäuden und Wohnungen sowie auf Dachböden, in Garagen und Kellern zu finden. Ihre Vorliebe für Keller hat ihr in der englischen Umgangssprache auch den Namen long-bodied cellar spider (Kellerspinne mit langem Körper) eingebracht. Große Zitterspinnen, die im Freien leben, können in Höhlen und zwischen Felsspalten gefunden werden.

## Erscheinungsbild

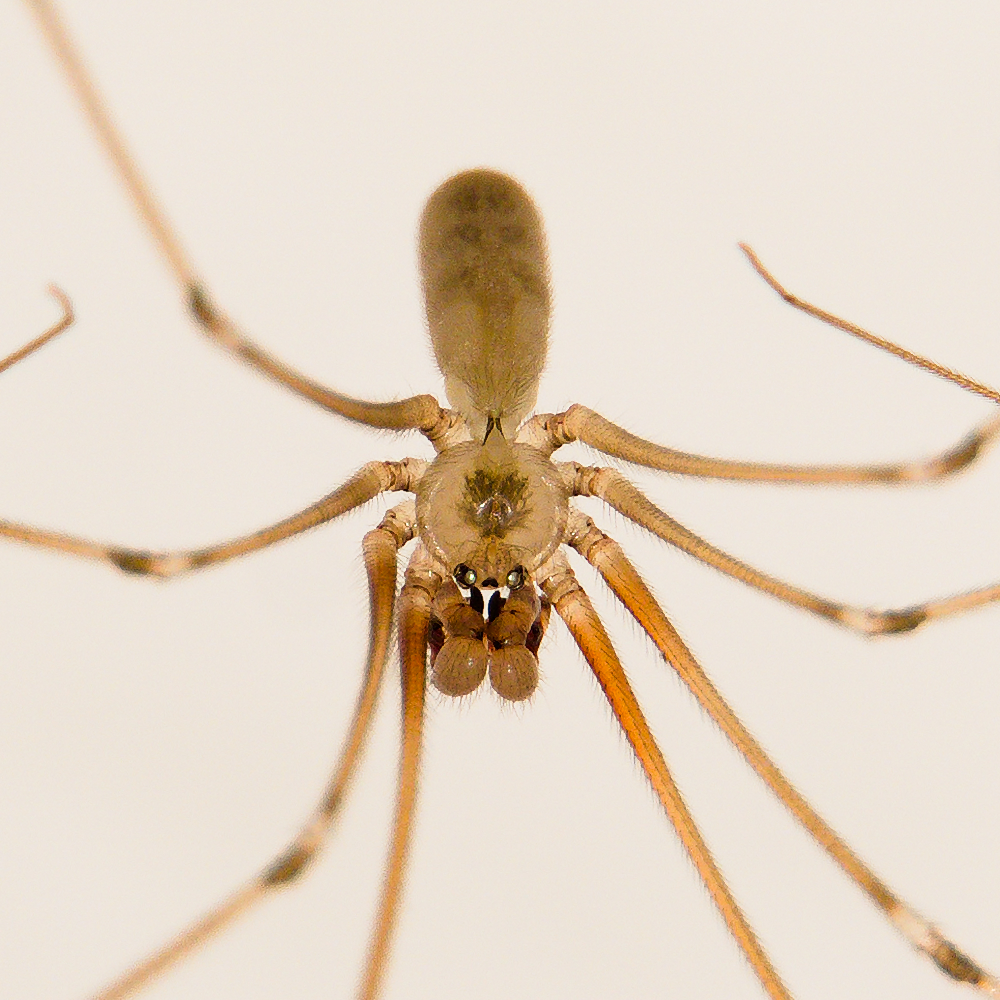
Pholcus phalangioides, männlich (Nahaufnahme)

Die Große Zitterspinne wird oft in Gebäuden bzw. Kellern und ruhigen Korridoren angetroffen, wo sie meist mit dem Bauch nach oben in ihrem Netz auf Beute lauert. Ihr grau-braun gemusterter Körper ist stabförmig, Männchen werden um die sechs, Weibchen selten bis zu zehn Millimeter lang. Wegen ihrer bis zu fünf Zentimeter langen Beine wird sie, wie auch andere Zitterspinnen, oft mit den Weberknechten (Opiliones) verwechselt. Eine nahe Verwandte der Großen Zitterspinne, die Kleine Zitterspinne, trägt daher bezeichnenderweise den Namen Pholcus opilionoides (weberknechtähnlich). Im Gegensatz zum ovalen, ungegliedert erscheinenden Körper der Weberknechte ist der Körper der Zitterspinnen, wie bei allen Webspinnen, deutlich in Vorderkörper (Prosoma) und Hinterleib (Opisthosoma) untergliedert. Bei den Männchen sind die Taster durch die Geschlechtsorgane keulenförmig verdickt, während die Weibchen dünne Taster besitzen.

## Ernährung

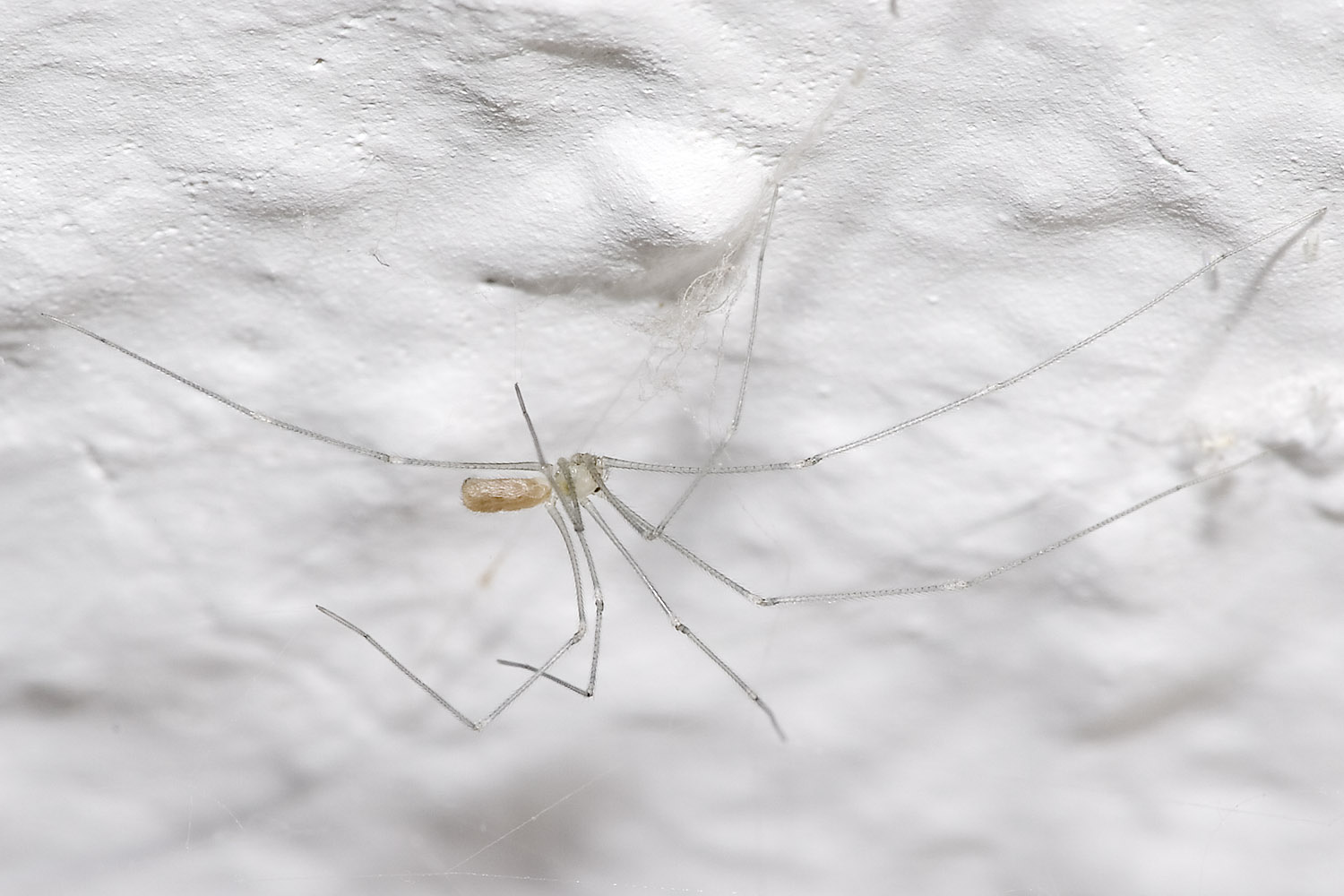
Die typische Lauerstellung mit der Bauchseite nach oben

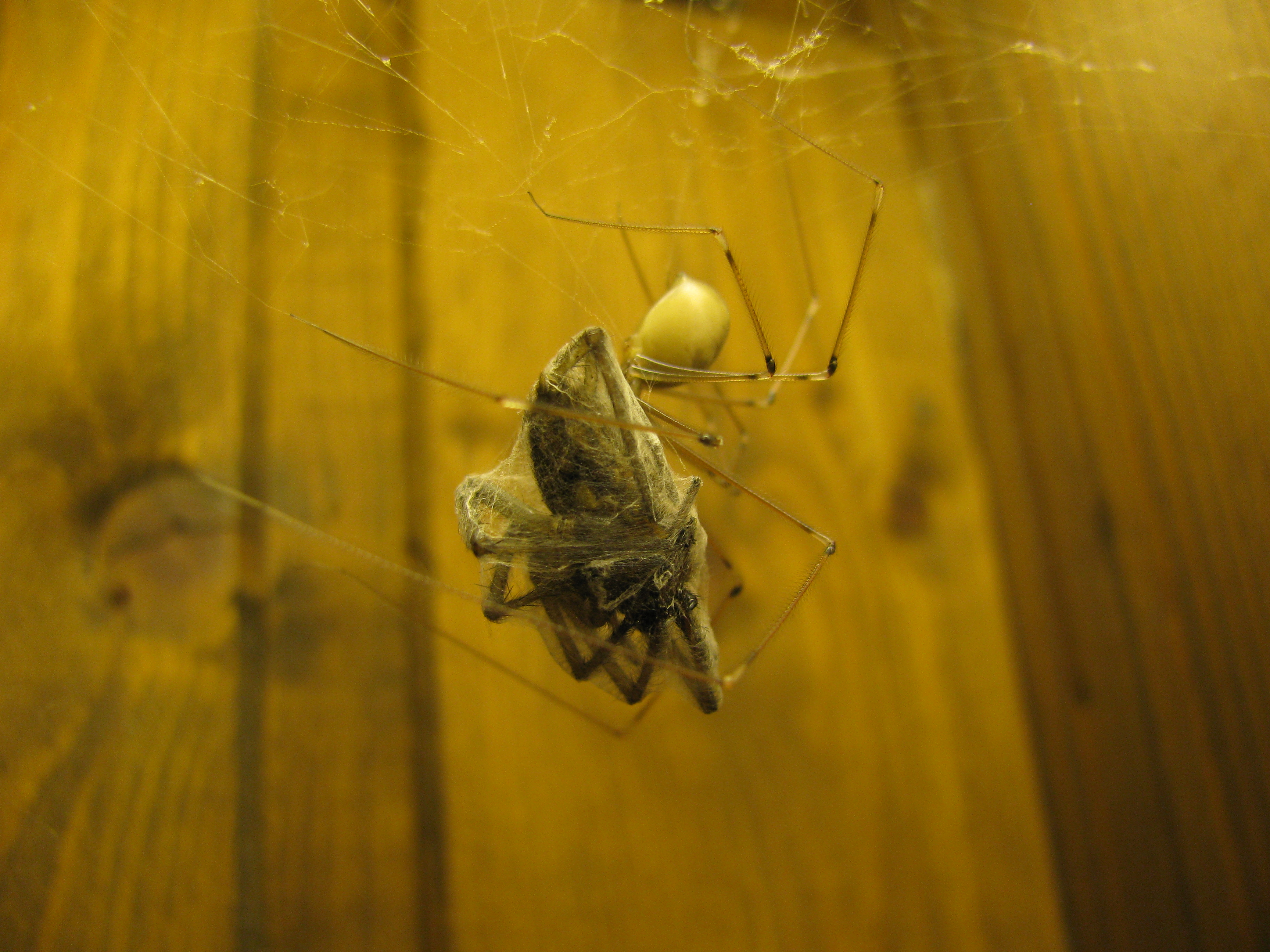
Eine Große Zitterspinne mit gefangener Großer Winkelspinne

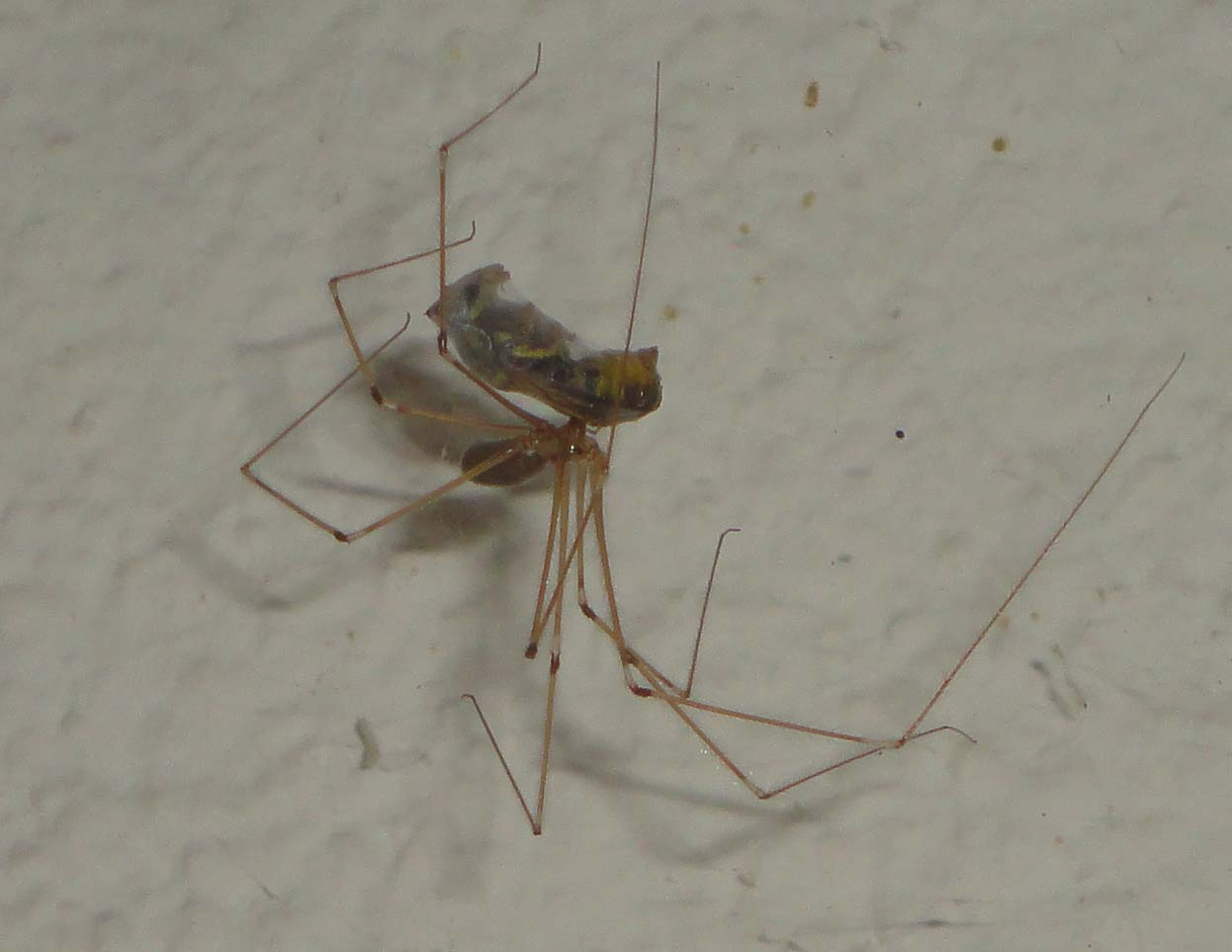
Auch Wespen gehören zum Beutespektrum der Großen Zitterspinne

Die Große Zitterspinne ernährt sich hauptsächlich von kleineren Tieren wie Fliegen, Mücken oder Kellerasseln, lediglich bei anhaltendem Nahrungsmangel auch von Artgenossen. Sie kann aber durch ihre spezielle Fangtechnik selbst Winkelspinnen („Hausspinnen“) überwältigen, die erheblich größer sind. Das Netz der ecribellaten Spinne ist ein unregelmäßiges und lockeres Gewebe und besitzt nicht-klebrige Fäden, die extrem elastisch und dauerhaft wirksam sind. Hat die Spinne durch die Erschütterungen im Netz Beute wahrgenommen, läuft sie darauf zu, überwältigt sie und webt sie mit weiteren Fesselfäden ein. Zwei oder mehr direkt nebeneinander liegende Artgenossen können sich in Revierkämpfe verwickeln, was zu verlorenen Körperteilen oder dem  Tod eines oder mehrerer Tiere führen kann. In manchen Fällen wird die Flucht aus dem Netz ergriffen, wenn die Unterlegenheit festgestellt wird.

## Fortpflanzung

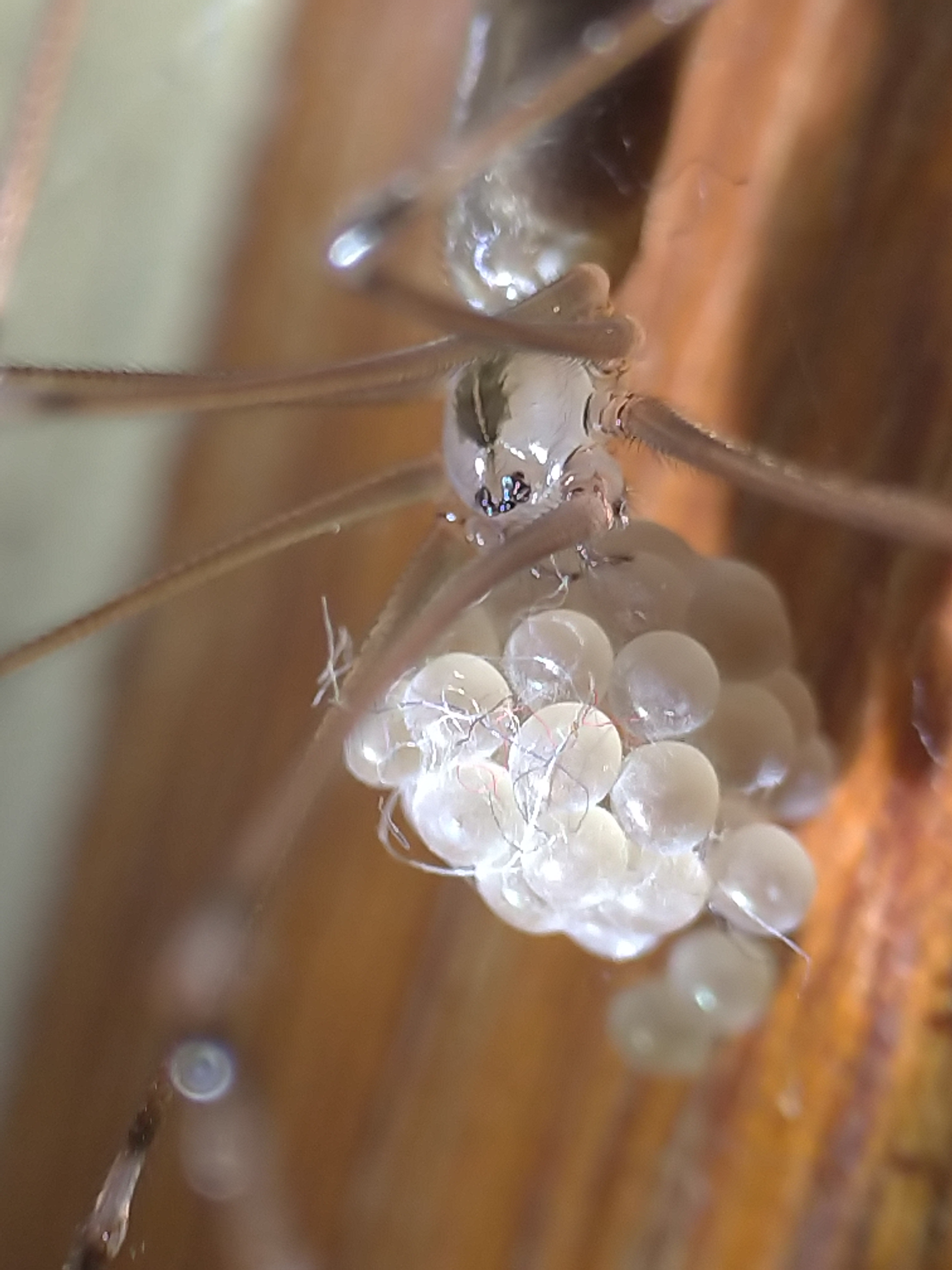
Weibliche Zitterspinne mit Eipaket

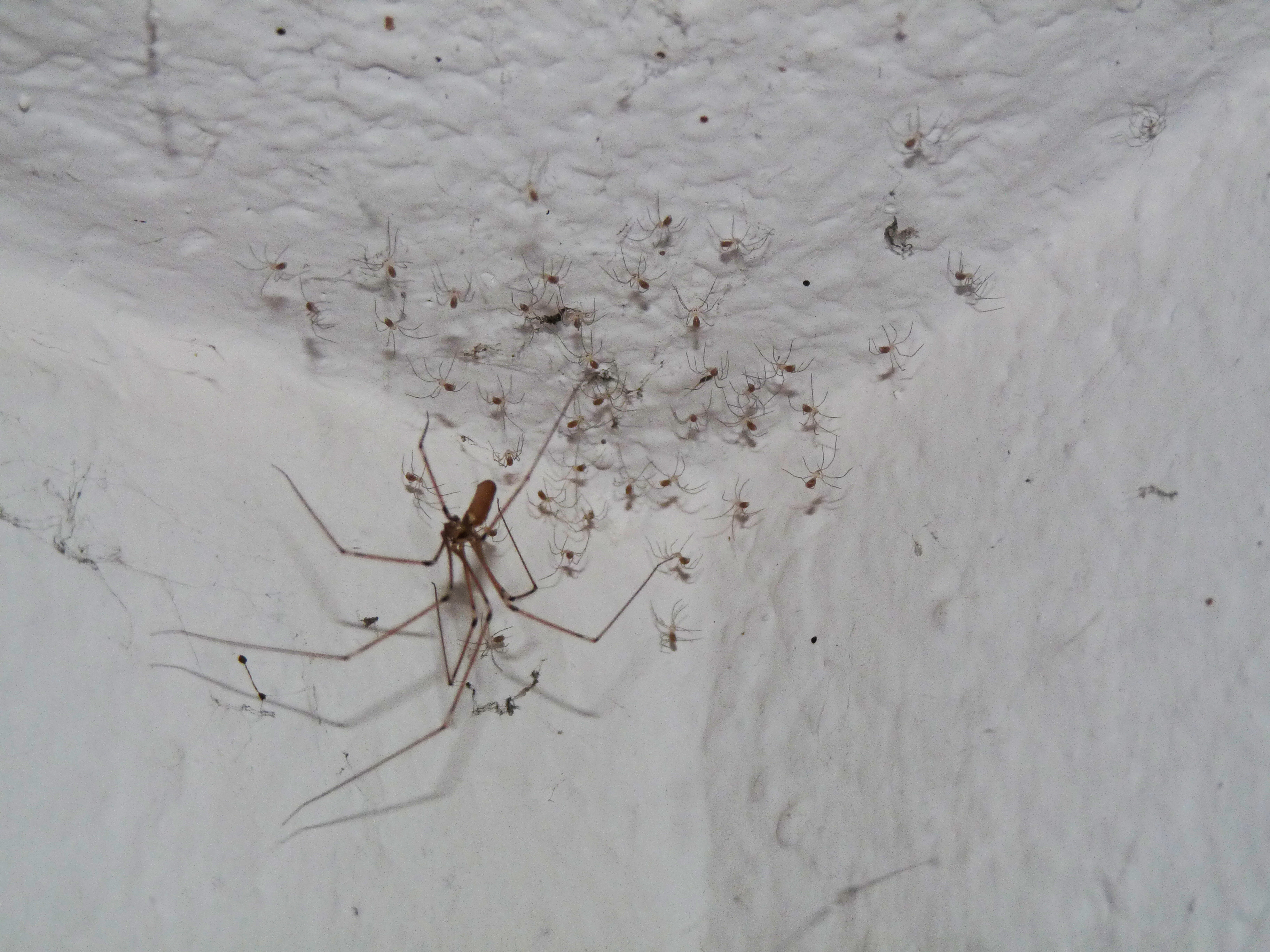
Nachwuchs nach etwa zehn Tagen

Die Weibchen können bis zu drei Jahre alt werden, Männchen sterben in der Regel früher. Große Zitterspinnen sind ganzjährig paarungsbereit. Das Weibchen legt im Durchschnitt etwa 20 Eier, die in einen dünnen Kokon eingesponnen und vom Muttertier so lange mit sich herumgetragen werden, bis die Jungen schlüpfen. Es wird demnach in gewissem Umfang Brutfürsorge betrieben. Die Jungen bleiben nach dem Schlüpfen noch kurze Zeit im Kokon, bevor sie die Mutter verlassen und auf sich allein gestellt sind.